# Solar dos Salgueiros
O Solar dos Salgueiros é um solar português, localizado na freguesia de Santa Luzia, concelho de São Roque do Pico, ilha açoriana do Pico,
Este solar apresenta-se como uma casa de boa construção, solarenga e ampla em cujas envolvências, protegidas por um muro alto, construído em alvenaria de pedra seca e de apreciável altura, se encontram locais de lazer, adegas, casas de arrumos, construídas com um só piso, retrete exterior (como antigamente existia) e um poço de maré.
O acesso a este solar e ao seu recinto é feito por dois amplos portões, um deles, considerado como o principal e outro cujo acesso à saída da propriedade dá para o largo onde se localiza a Ermida de Nossa Senhora da Pureza.
O solar apresenta na sua fachada principal um balcão servido por uma escadaria dupla, que se apresenta simétrica, e onde é possível observar pedras salientes, dotadas por um orifício, destinado à fixação de um mastro para bandeira.
Nesta ampla escadaria também é possível observar um painel de azulejos onde é possível ler-se a inscrição "Solar dos Salgueiros".
A cozinha é formada por um corpo com dois pisos e um balcão anexo e também por um forno cujo volume é exterior ao edifício. Junto a esta parte do edifício encontra-se uma cisterna adossada.
O referido poço de maré é protegido por um muro em formato quadrangular e encontra-se situado no meio do caminho, na zona do Lajido.